# Eva Reichl
Eva Reichl (* 1970 in Kirchdorf an der Krems) ist eine  österreichische Autorin und Künstlerin.

## Leben und Wirken
Reichl ist hauptberuflich als Controllerin tätig.
2007 wurde ihr erster Krimi „Hitlers Sohn“ im federfrei Verlag veröffentlicht. Im Juni 2009 folgte der Thriller „Rattenmörder“. Im Mai 2012 erschien der erste Teil einer Krimi-Trilogie unter dem Titel „Kasparows Züge – Ein himmlischer Linz-Krimi“ im Sutton-Verlag. 2013 setzte sie die Geschichte von Chefinspektor Neuhorn im zweiten Teil der himmlischen Linz-Trilogie mit „Teufelspoker“ fort. Neben Kriminalromanen schreibt Reichl auch Kinderbücher, die im Papierfresserchens MTM-Verlag veröffentlicht werden. Im Jahr 2014 erweiterte sie ihr literarisches Schaffen um das Genre Roman. Der Roman Der Lottospieler – Oder von der Glückseligkeit des Geldes wurde im arovell Verlag veröffentlicht.
Eva Reichl beschäftigt sich neben der Literatur auch mit Kunst. Gemälde in Acryl – kombiniert mit diversen Materialien – zu erschaffen, zählt neben dem geschriebenen Wort zu ihrer bevorzugten Ausdrucksform. Dabei hat der „Baum“, angefangen von der Wurzel bis hin zum einzelnen Blatt, einen besonderen Stellenwert. Nicht selten finden sich auch Elemente der Literatur in ihren Bildern wieder.
Sie lebt mit ihrem Mann und ihren beiden Töchtern in Ried in der Riedmark, Oberösterreich.

## Mitgliedschaften
- Syndikat
- Mörderische Schwestern
- Österreichische Krimiautoren[3]
- Österreichische Krimiautorinnen-Vereinigung[4]

## Literarische Werke
Krimis:
- Hitlers Sohn. federfrei Verlag, Marchtrenk 2007, ISBN 978-3-9502370-2-3.
- Rattenmörder. federfrei Verlag, Marchtrenk 2009, ISBN 978-3-9502560-2-4.
- Kasparows Züge – Ein himmlischer Linz-Krimi. Sutton Verlag, Erfurt 2012, ISBN 978-3-86680-985-7.
- Teufelspoker – Ein himmlischer Linz-Krimi. Sutton Verlag, Erfurt 2013, ISBN 978-3-95400-266-5.
- Todesdorf. Gmeiner-Verlag, Messkirch 2022, ISBN 978-3-8392-0203-6

Mühlviertler Krimiserie:
- Mühlviertler Blut Verlag Gmeiner, 2018 ISBN 978-3-8392-2238-6
- Mühlviertler Rache Verlag Gmeiner, 2019, ISBN 978-3-8392-2515-8
- Mühlviertler Grab Verlag Gmeiner, 2020, ISBN 978-3-8392-2741-1
- Mühlviertler Kreuz Verlag Gmeiner, 2021, ISBN 978-3-8392-0063-6
- Mühlviertler Gift Verlag Gmeiner, 2022, ISBN 978-3-8392-0288-3
- Mühlviertler Todesspur Verlag Gmeiner, 2023, ISBN 978-3-8392-0497-9

Kinderbücher:
- Cyberworld – Thomas und Online in der Verbotenen Zone. Kinder- und Jugendbuch, Papierfresserchens MTM-Verlag, Sigmarszell 2012, ISBN 978-3-86196-133-8.
- Zorina hinterm Regenbogen. Papierfresserchens MTM-Verlag, Nonnenhorn 2013, ISBN 978-3-86196-211-3.
- Herr Fröhlich und das Geheimnis in seinem Keller. Papierfresserchens MTM-Verlag, Nonnenhorn 2013, ISBN 978-3-86196-209-0.

Romane:
- Der Lottospieler – Oder von der Glückseligkeit des Geldes. arovell Verlag, Gosau 2014, ISBN 978-3-902808-78-3.

## Acryl-Art, Materialkunst
Ihre Werke sind Gemälde in kräftigen Farben sowie Fragmente der Kunst der Aborigines als bevorzugte Ausdrucksform. Seit 1999 präsentiert die Künstlerin ihr Schaffen im Rahmen von Kunstausstellungen in Oberösterreich, Wien und Salzburg.